# Graceland (음반)
| 전문가 평가                   | 전문가 평가 |
| 평가 점수                     | 평가 점수   |
| 출처                          | 점수        |
| ----------------------------- | ----------- |
| AllMusic                      | [ 1 ]       |
| American Songwriter           | [ 2 ]       |
| Blender                       | [ 3 ]       |
| Christgau's Record Guide      | A           |
| Encyclopedia of Popular Music | [ 5 ]       |
| Entertainment Weekly          | A           |
| The Independent               | [ 7 ]       |
| Pitchfork                     | 9.2/10      |
| Rolling Stone                 | [ 9 ]       |
| The Rolling Stone Album Guide | [ 10 ]      |

《Graceland》는 1986년 8월 25일, 워너 브라더스 레코드에서 발매된 미국의 싱어송라이터 폴 사이먼의 일곱 번째 스튜디오 음반이다.
음악 파트너인 아트 가펑클과의 성공적이지만 치열한 재결합에 이어, 사이먼의 결혼은 파탄났고 그의 이전 음반인 《Hearts and Bones》 (1983년)는 상업적인 실패였다. 1984년, 한동안 우울했던 사이먼은 남아프리카 공화국 타운십 음악의 불법 카세트에 매료되었다. 그와 할리는 요하네스버그를 방문했고, 그곳에서 남아프리카 공화국의 음악가들과 2주 동안 녹음했다.
1985년과 1986년에 녹음된 《Graceland》는 팝, 록, 아카펠라, 자이데코, 이시카사미야, 그리고 음바쾅가를 포함한 다양한 장르의 혼합을 특징으로 한다. 사이먼은 요하네스버그에서 만들어진 녹음에서 영감을 받아 아프리카와 미국의 예술가들과 협력하여 새로운 작곡을 만들었다. 그는 아파르트헤이트 정책 때문에 남아프리카 공화국에 가해진 문화적 불매운동을 겉보기에 깨뜨린 것 같다는 비난을 받았다. 그 완성에 이어 사이먼은 남아프리카 공화국의 음악가들과 함께 그들의 음악과 《Graceland》의 음악을 결합하여 순회했다.
《Graceland》는 사이먼의 가장 성공적인 스튜디오 음반이자 10년 만에 그의 가장 많은 차트를 기록한 음반이 되었다. 이 음반은 전세계적으로 1,600만 장까지 팔린 것으로 추정된다. 비평가들의 찬사를 받았고, 1987년 그래미 어워드에서 올해의 앨범상을 수상했으며, 역대 최고의 음반 중 하나로 자주 인용되고 있다. 2007년에는 "문화적, 역사적으로 또는 미적으로 중요한" 내셔널 레코딩 레지스트리에 추가되었다.

## 발매
《Graceland》는 1986년 9월 워너 브라더스에 의해 발매되었다. 사이먼은 발매 전 "대중음악에서 상업적인 힘이 될 수 없는 경력에 도달한 것일 수도 있다"고 말해 이전 차트에서의 그의 노력이 실패한 것을 언급했다. 커버 아트는 1500년 경에 만들어진 피바디 에섹스 박물관의 소장품에서 나온 에티오피아 기독교의 우상이었다.
《롤링 스톤》의 데이비드 프리크는 이번 음반의 영향을 요약했다. "사이먼의 두뇌적인 서정성을 최근 작품에서 리드미컬한 발차기를 안겨준 타운쉽 자이브의 탄탄한 튕김과 소울풀 멜로디는 도시 여피 콘도와 교외 거실과 호주에서 짐바브웨로 라디오 방송을 통해 매일의 사운드트랙이 되었다."

## 상업적 성과
이 음반은 마이클 잭슨의 《Thriller》 이후 남아프리카 공화국에서 가장 많이 팔린 음반이다.
1987년 7월까지 이 음반은 전세계적으로 6백만 장이 팔렸다. 현재까지 1400만 장에서 1600만 장 정도가 팔린 것으로 추정된다.

## 곡 목록
| #  | 제목                                   | 작사·작곡                            | 재생 시간 |
| -- | -------------------------------------- | ------------------------------------ | --------- |
| 1. | 〈The Boy in the Bubble〉              | 포레레 모틀로헬로아, 폴 사이먼       | 3:59      |
| 2. | 〈Graceland〉                          | 사이먼                               | 4:48      |
| 3. | 〈I Know What I Know〉                 | 제너럴 MD 시린다, 사이먼             | 3:13      |
| 4. | 〈Gumboots〉                           | 룰루 마실레라, 존존 맥칼랄리, 사이먼 | 2:44      |
| 5. | 〈Diamonds on the Soles of Her Shoes〉 | 조셉 샤발라라, 사이먼                | 5:45      |

| #  | 제목                                                 | 작사·작곡        | 재생 시간 |
| -- | ---------------------------------------------------- | ---------------- | --------- |
| 1. | 〈You Can Call Me Al〉                               | 사이먼           | 4:39      |
| 2. | 〈Under African Skies〉                              | 사이먼           | 3:37      |
| 3. | 〈Homeless〉                                         | 샤발라라, 사이먼 | 3:48      |
| 4. | 〈Crazy Love, Vol. II〉                              | 사이먼           | 4:18      |
| 5. | 〈That Was Your Mother〉                             | 사이먼           | 2:52      |
| 6. | 〈All Around the World or the Myth of Fingerprints〉 | 사이먼           | 3:15      |

## 인증
| 국가                                                  | 인증        | 판매량/출하량 |
| ----------------------------------------------------- | ----------- | ------------- |
| 오스트레일리아 (ARIA)                                 | 8× 플래티넘 | 560,000^      |
| 프랑스 (SNEP)                                         | 플래티넘    | 300,000*      |
| 독일 (BVMI)                                           | 3× 골드     | 750,000^      |
| 이탈리아 (FIMI)                                       | 골드        | 100,000*      |
| 네덜란드 (NVPI)                                       | 플래티넘    | 100,000^      |
| 뉴질랜드 (RMNZ)                                       | 플래티넘    | 15,000^       |
| 포르투갈 (AFP)                                        | 플래티넘    | 40,000^       |
| 스페인 (PROMUSICAE)                                   | 플래티넘    | 100,000^      |
| 스위스 (IFPI 스위스)                                  | 플래티넘    | 50,000^       |
| 영국 (BPI)                                            | 8× 플래티넘 | 2,400,000^    |
| 미국 (RIAA)                                           | 5× 플래티넘 | 5,000,000^    |
| *판매량을 기반으로 한 인증 ^출하량을 기반으로 한 인증 |             |               |